# Union Grove (Wisconsin)
Union Grove és una població dels Estats Units a l'estat de Wisconsin. Segons el cens del 2000 tenia 4.322 habitants.

## Demografia
Segons el cens del 2000, Union Grove tenia 4.322 habitants, 1.631 habitatges, i 1.143 famílies. La densitat de població era de 975,9 habitants per km².
Dels 1.631 habitatges en un 38,1% hi vivien nens de menys de 18 anys, en un 53% hi vivien parelles casades, en un 12,6% dones solteres, i en un 29,9% no eren unitats familiars. En el 23,7% dels habitatges hi vivien persones soles el 8,9% de les quals corresponia a persones de 65 anys o més que vivien soles. El nombre mitjà de persones vivint en cada habitatge era de 2,6 i el nombre mitjà de persones que vivien en cada família era de 3,1.
Per edats la població es repartia de la següent manera: un 28,6% tenia menys de 18 anys, un 8,9% entre 18 i 24, un 32,2% entre 25 i 44, un 18,6% de 45 a 60 i un 11,8% 65 anys o més.
L'edat mediana era de 34 anys. Per cada 100 dones de 18 o més anys hi havia 87,6 homes.
La renda mediana per habitatge era de 50.636 $ i la renda mediana per família de 57.453 $. Els homes tenien una renda mediana de 38.239 $ mentre que les dones 25.263 $. La renda per capita de la població era de 20.445 $. Aproximadament el 4,6% de les famílies i el 5,4% de la població estaven per davall del llindar de pobresa.

## Poblacions més properes
El següent diagrama mostra les poblacions més properes.